# Ashley Lilley
Ashley-Anne Lilley (* 29. Januar 1986 in Rothesay, Schottland) ist eine schottische Schauspielerin.

## Leben
Lilley wurde in Rothesay auf der Isle of Bute in Schottland geboren. Mit zwölf Jahren gewann sie einen Platz im National Youth Music Theatre. Mit 15 schrieb sie sich bei der Italia Conti Academy of Theatre Arts in London ein, wo sie 2004 ihren Abschluss machte. 2005 spielte sie die Lucille Frank in einer Produktion von Jason Robert Browns Musical Parade beim Edinburgh Festival Fringe. Danach war sie bei der britischen Tour von Cole Porters Anything Goes in der Rolle der Hope Harcourt zu sehen. Ihr Filmdebüt machte sie 2008 mit der Rolle der Ali in Mamma Mia!, in dem sie, wie auch zwei Jahre später in Briefe an Julia, mit Amanda Seyfried vor der Kamera stand.
Stand Juni 2020 erfolgten seit dem Jahr 2010 keine weiteren Filmauftritte von Lilley.

## Filmografie
- 2008: Mamma Mia! (Mamma Mia)
- 2009: M.I.High (Fernsehserie, eine Folge)
- 2009: Cat Eats Dog (Kurzfilm)
- 2010: Briefe an Julia (Letters to Juliet)
- 2010: Lip Service (Fernsehserie, eine Folge)